# Dorcadion mus
Dorcadion mus là một loài bọ cánh cứng trong họ Cerambycidae.